# 章联生
章联生（1947年—），福建龙岩人，汉族，中华人民共和国政治人物、第十二届全国人民代表大会福建地区代表。
加入中国共产党，担任福建省龙岩市新罗区西城街道西安社区居委会党支部书记。2008年起担任全国人大代表。2013年，担任全国人大代表。2018年2月24日，当选为第十三届全国人大代表。